# Ntoum
Ntoum – miasto w Prowincji Estuaire w Gabonie.